# Крстевски, Страхиня
Страхиня Крстевски (сербохорв. Страхиња Крстевски / Strahinja Krstevski; 8 июня 1997, Нови-Сад) — северомакедонский и сербский футболист, нападающий.

## Биография
Воспитанник клуба «Войводина» (Нови-Сад), занимался в клубе более 10 лет, был капитаном юношеской команды клуба. Первый тренер — Милан Цвиетинович. Сыграл более 150 матчей и забил более 100 голов в детско-юношеских турнирах. В ноябре 2015 года был приглашён в таиландский клуб «Бурирам Юнайтед», но вскоре вернулся в Сербию. Весной 2016 года участвовал в товарищеских матчах с основной командой «Войводины», однако летом покинул клуб.
Во взрослом футболе начал выступать за «Пролетер» (Нови-Сад) в первой лиге Сербии, за сезон 2016/17 забил 6 голов в 21 матче. В начале следующего сезона потерял место в составе и провёл полгода в одной из низших лиг за «Борац» (Шайкаш), в котором забил 9 голов в 14 матчах. Вернувшись в «Пролетер» весной 2018 года, в основном выходил на замены, его клуб по итогам сезона 2017/18 стал победителем первой лиги. 22 июля 2018 года футболист дебютировал в Суперлиге Сербии в матче первого тура против «Раднички» из Ниша (1:3), вышел на замену на 80-й минуте, а на 87-й минуте забил «гол престижа». Всего в Суперлиге сыграл 2 матча и забил 1 гол.
В сентябре 2018 года перешёл в клуб второго дивизиона Болгарии «Локомотив» (София). В январе 2019 года присоединился к «Црвена звезде», но не играл за основную команду, а несколько раз отдавался в полугодичные аренды — в одну из низших лиг Сербии в «Графичар», в клуб чемпионата Северной Македонии «Работнички» (Скопье) и в грузинский «Самтредиа». В грузинском клубе лишь один раз появился в заявке на матч как запасной, а затем чемпионат был прерван из-за пандемии COVID и футболист вернулся на родину.
В первой половине сезона 2021 года выступал за таллинскую «Левадию», сыграл 10 матчей и забил 3 гола в чемпионате Эстонии, клуб по итогам сезона завоевал чемпионский титул. Обладатель Кубка Эстонии 2020/21, в финальном матче против «Флоры» (1:0) вышел на замену. Летом 2021 года перешёл в клуб итальянской Серии D «Гравина», а спустя год вернулся в свой бывший клуб «Борац» (Шайкаш).
Призывался в юношеские сборные Сербии. В 17-летнем возрасте предпочёл играть за сборную Республики Македония, провёл несколько официальных матчей за её юношескую команду (до 17 лет).

## Достижения
- Обладатель Кубка Эстонии: 2020/21